# 來島海峽大橋
34°07′17″N 133°00′03″E / 34.12139°N 133.00083°E
來島海峡大橋（日语：／ Kurushima Kaikyō ōhashi */?）是位於日本愛媛縣今治市跨域瀨戶內海來島海峽的跨海公路大桥之總稱，兩端分別聯結了四國島和大島，中途在馬島落墩並設有引道。
大桥于1988年动工，历时10年，耗资3000多亿日元，于1998年4月建成通车，興建其间曾经历1995年1月17日的阪神大地震。桥面雙向各有2车道，设计时速為100公里，可承受芮氏規模8.5強震和80米/秒强烈台风袭击。
來島海峡大桥加上新尾道大橋、因島大橋、生口橋、多多羅大橋、大三島橋、伯方-大島大橋，共同組成了西瀨戶自動車道，使得四国愛媛縣可以直接在陆路通往本州。

## 结构
来岛海峡大桥由3座连续悬索桥组成，包含4座桥塔和6座锚碇，总长4,015米（13,173英尺），悬索间距28米，桥塔高183.9米。
- 来岛海峡第一大桥：大岛－武志岛，全长960米（3,150英尺），主跨600米（1,969英尺）
- 来岛海峡第二大桥：武志岛－马岛，全长1,515米（4,970英尺），主跨1,020米（3,346英尺）
- 来岛海峡第三大桥：马岛－今治市，全长1,540米（5,052英尺），主跨1,030米（3,379英尺）

## 相關項目
- 日本列島
- 本州四國聯絡道路
- 本州四國連絡橋（日语：本州四国連絡橋）
- 西瀨戶自動車道
- 因島大橋
- 生口大橋
- 多多羅大橋
- 大三島橋
- 伯方-大島大橋
- 明石海峽大橋
- 鳴門大橋